# Fromia milleporella
Étoile rouge poreuse
Espèce
Synonymes
- Asterias milleporella Lamarck, 1816
- Fromia pistoria (Muller & Troschel, 1842)
- Linckia milleporella Müller & Troschel, 1842
- Linckia pistoria (Muller & Troschel, 1842)
- Scytaster milleporellus Michelin, 1845
- Scytaster pistorius Müller & Troschel, 1842
- Fromia millepora (graphie erronée)

L'étoile rouge poreuse (Fromia milleporella) est une espèce d’étoiles de mer de la famille des Goniasteridae.

## Description
C'est une étoile régulière de couleur rouge vif, ponctué de petites dépressions rondes plus sombres, parfois noires (qui sont en fait les orifices des papules respiratoires). La face orale est orangée. Le corps est aplati ou légèrement bombé. La plaque madréporitique, arrondie, est très visible, d'un rouge encore plus vif. D'un bout à l'autre de ses cinq bras pointus, son diamètre peut aller jusqu'à 12 cm.

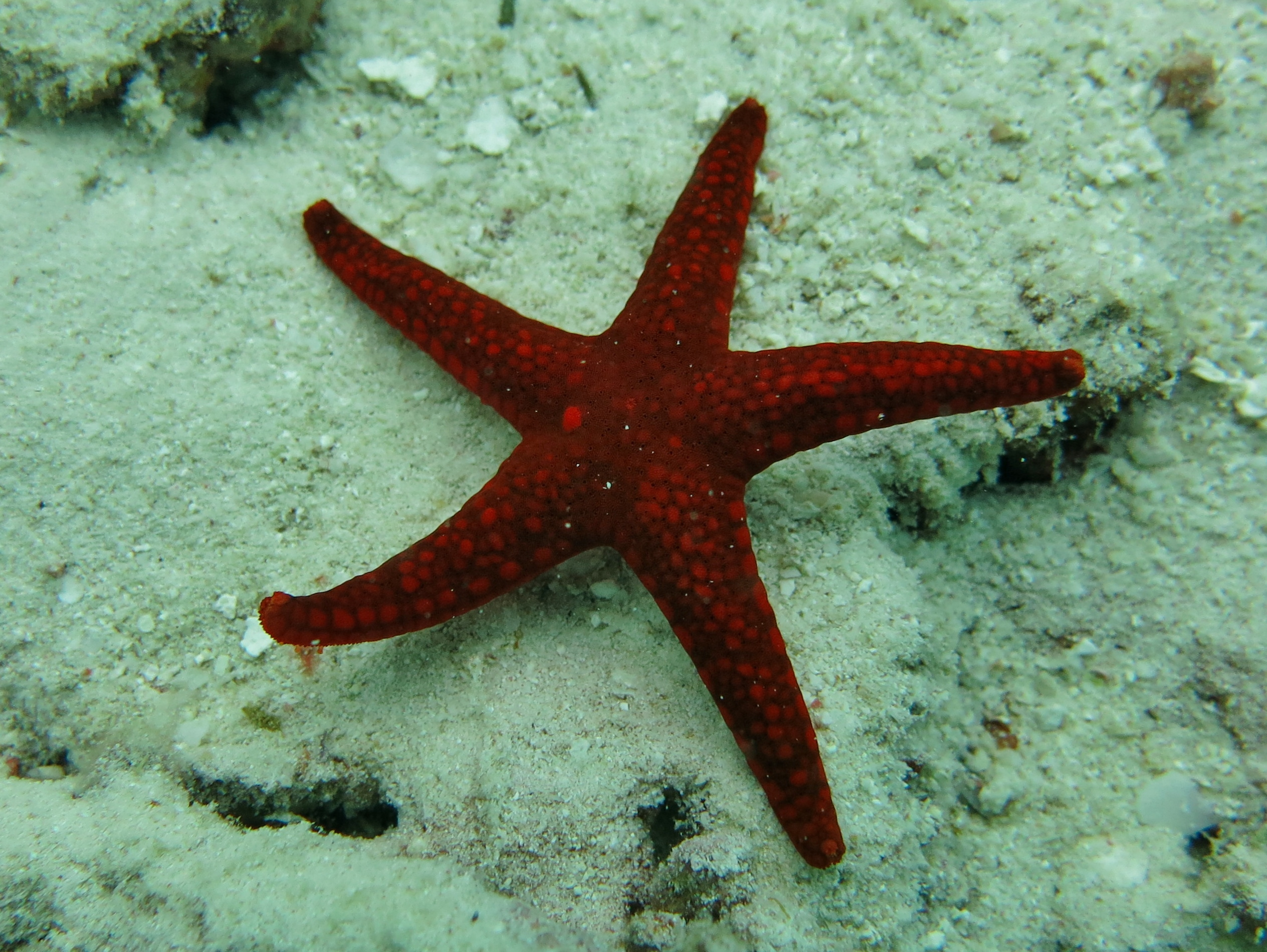
Spécimen des Maldives.
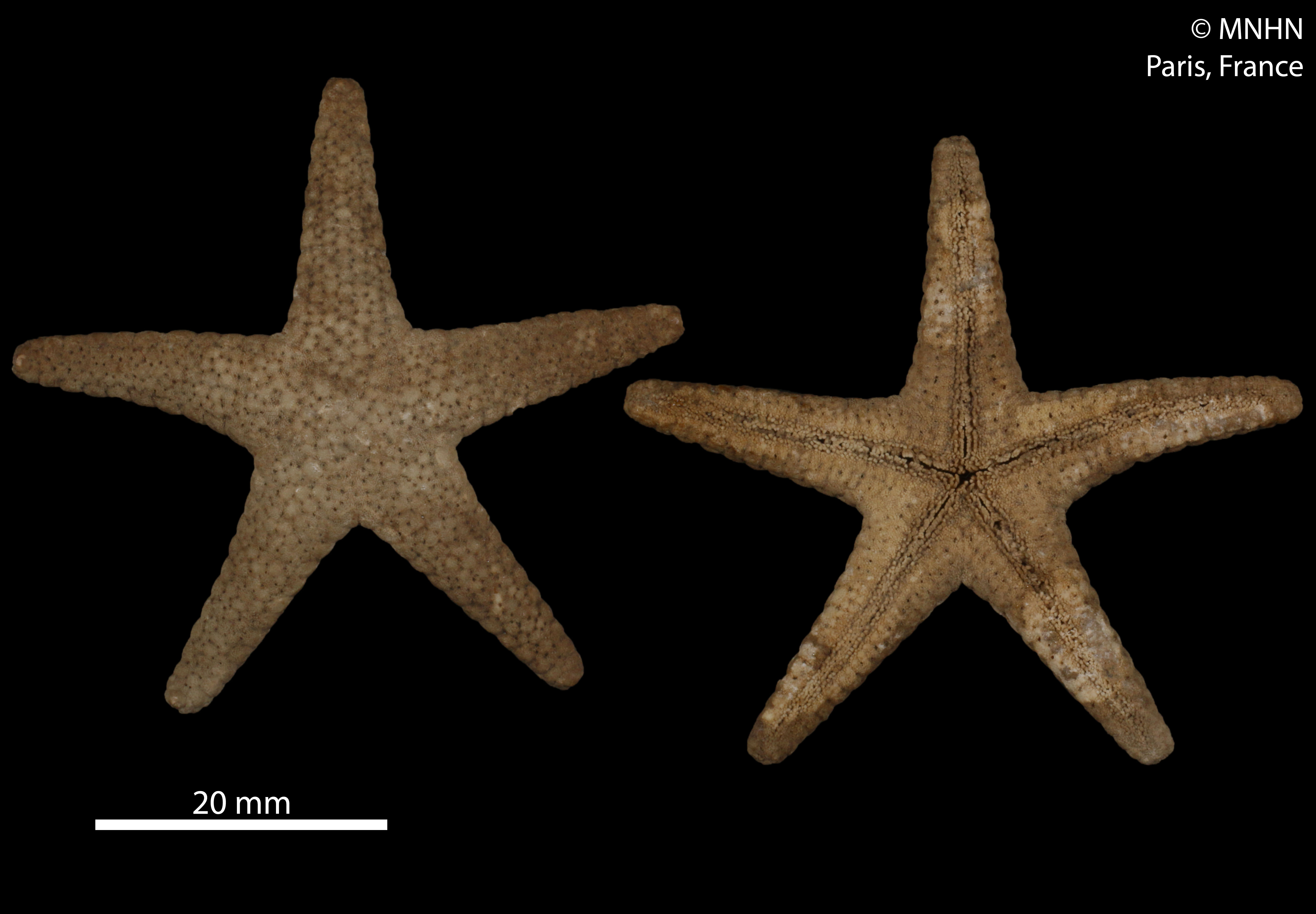
Spécimen préservé au Muséum National d'Histoire Naturelle.
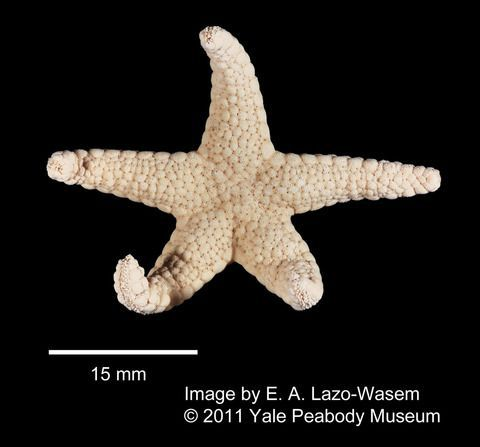
Autre spécimen séché.

## Habitat et répartition
On trouve cette étoile dans les récifs de corail de l'Indo-pacifique, notamment sur les dalles calcaires recouvertes d'algues encroûtantes entre 0 et 86 m de profondeur. 
Elles sont de mœurs nocturnes, et passent la journée dissimulées dans des anfractuosités ou sous des blocs de corail.

## Écologie et comportement
La reproduction est gonochorique, et mâles et femelles relâchent leurs gamètes en même temps grâce à un signal phéromonal, en pleine eau, où œufs puis larves vont évoluer parmi le plancton pendant quelques semaines avant de rejoindre le sol.
Ces étoiles se nourrissent de nuit, de mollusques bivalves, de jeunes cnidaires et d'organismes sessiles, qu'elles digèrent de manière externe par dévagination de leur estomac.
Cette espèce est une proie fréquente de la vorace crevette Arlequin Hymenocera picta.

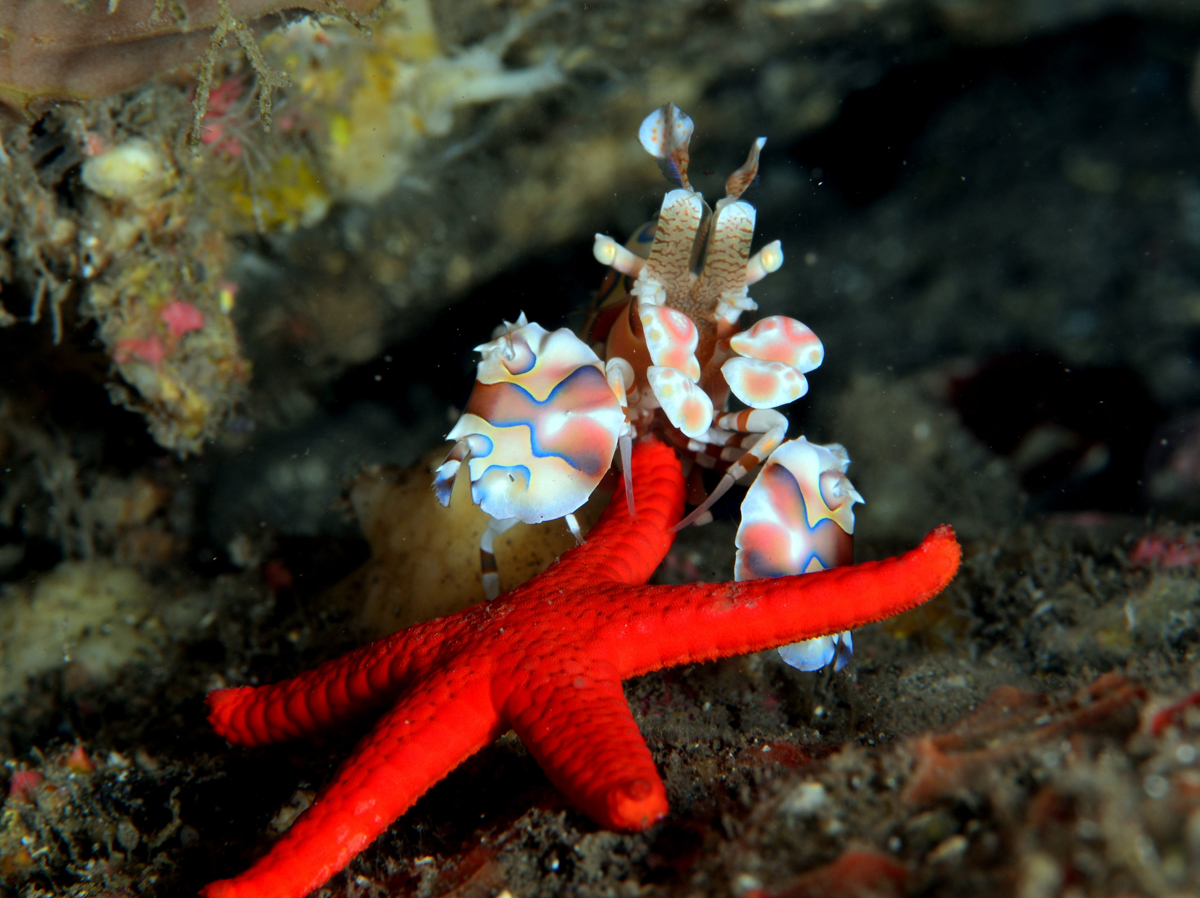
Crevette Hymenocera picta en train de retourner une Fromia milleporella avant de la consommer.